# Armand Schaefer
Pour les articles homonymes, voir Schaefer.
Armand Schaefer (né le 5 août 1898 à Tavistock, en Ontario et mort le 26 septembre 1967 dans le Comté de Mono, en Californie) est un producteur de cinéma et réalisateur canadien.

## Filmographie partielle

### Réalisateur

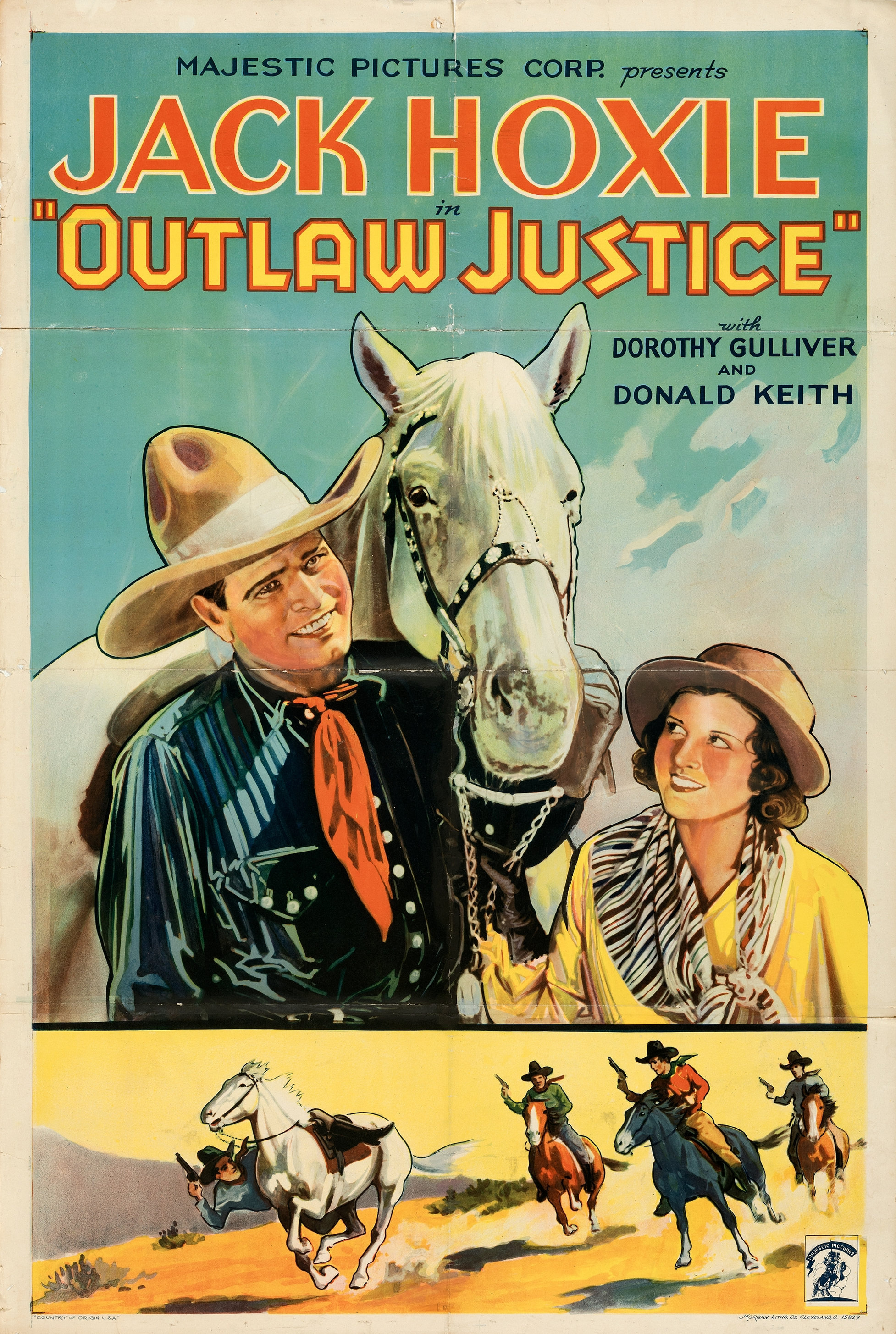
Affiche du film Outlaw Justice (1932).

- 1932 : The Hurricane Express (serial)
- 1932 : Outlaw Justice (en)
- 1933 : Fighting with Kit Carson (serial)
- 1933 : Terror Trail (en)
- 1935 : Le Cavalier miracle (serial)
- 1939 : Sous faux pavillon (Calling All Marines) de John H. Auer
- 1946 : Desert Command

### Producteur
- 1935 : Le Chant du Far West (Tumbling Tumbleweeds) de Joseph Kane
- 1936 : La Chevauchée solitaire (The Lonely Trail) de Joseph Kane
- 1946 : Affairs of Geraldine  de George Blair
- 1949 : Rim of the Canyon de John English